# Tadousac (indijansko selo)
Tadousac /=at the nipples, Hewitt/, glavno selo Tadousac Indijanaca s poluotoka Labrador, u Quebecu, Kanada, koje se nalazilo na ušću rijeke Saguenay u St. Lawrence. Svojevremeno je to bila važna trgovačka postaja koju je utemeljio Samuel de Champlain, a jezuitska misija utemeljena je 1616.